# Barbara Waśniewska
Barbara Irena Waśniewska (ur. 5 maja 1954) – polska lekkoatletka, wieloboistka i średniodystansowiec, mistrzyni i reprezentantka Polski.

## Kariera sportowa
Była zawodniczką Orła Warszawa i SZS-AZS Warszawa.
Na mistrzostwach Polski na otwartym stadionie wywalczyła cztery medale: złoty w pięcioboju (1971), srebrne w pięcioboju (1972) i biegu na 800 metrów (1975) oraz brązowy w sztafecie 4 x 400 metrów (1974).  Na halowych mistrzostwach Polski seniorek wywalczyła złoto (1975) i brąz (1974) w biegu na 800 metrów. 
Reprezentowała Polskę na mistrzostwach Europy juniorów w 1970, zajmując 8. miejsce w pięcioboju oraz halowych mistrzostwach Europy w 1975, gdzie odpadła w eliminacjach biegu na 800 metrów, z wynikiem 2:08,4.
Rekordy życiowe:
- 800 m – 2:03,47 (07.06.1975)
- 100 m ppł – 13,7 (20.06.1971)
- 400 m ppł – 60,52 (23.08.1975)